# Кезо Фабий Вибулан
Кезо Фабий Вибулан (на латински: Kaeso Fabius Vibulanus) e политик на ранната Римска република, консул през 484, 481 и 479 пр.н.е.

## Биография
Принадлежи към патрицианската фамилия Фабии. Син е на аристократа Фабий Вибулан, брат е на Квинт Фабий Вибулан (консул 485 пр.н.е.) и Марк Фабий Вибулан (консул 483 пр.н.е.).
Кезо Фабий е избран за консул през 484 пр.н.е. с колега Луций Емилий Мамерк. През 481 пр.н.е. е за втори път консул, колега му е Спурий Фурий Медулин Фуз. Кезо Фабий се бие с вейите, но не е уважаван от войниците си и непостига големи победи. През 479 пр.н.е. е за трети път консул, колега му е Тит Вергиний Трикост Руцил. Кезо прави опити да сближи патриции и плебеи, но не постига успех.
През 477 пр.н.е. целият род Фабии е избит по време на битката при Кремера против вейите. Само едно момче, Квинт Фабий Вибулан, син на Марк, остава живо, понеже останало в Рим и основава династията на по-късните Фабии.

## В литературата
Драматургът Густав Фрайтаг пише през 1859 г. трагедията „Фабиите“.